# Фрайт Володимир Михайлович
Володи́мир Миха́йлович Фра́йт  (7 березня 1932, с. Лішня, Львівська область — 23 січня 2021, Львів) — український лікар, професор кафедри фтизіатрії та пульмонології Львівського медичного університету.

## Життєпис
Закінчив медичний факультет Львівського медичного інституту (1956).
Працював завідувачем терапевтичного відділу (1956—1958), а згодом заступником головного лікаря Самбірської ЦРЛ Львівської області (1958—1962).
Аспірант кафедри терапії Львівського медичного інституту (1962—1965). Після закінчення аспірантури, працював терапевтом санаторію міста Трускавець (1965—1967), науковим співпрацівником Трускавецької філії Одеського НДІ курортології (1967—1968).
З 1968 року працює у Львівському медичному університеті (ЛМУ). Спочатку працював асистентом кафедри шпитальної терапії (1968—1969), а згодом — асистентом (1969—1992), доцентом (1992—1995), професором (від 1995) кафедри фтизіатрії та пульмонології, завідувачем курсу фтизіатрії та пульмонології ФПДО (1993—2004) ЛМУ.
Від 2007 року — завідувач кафедри внутрішніх хвороб № 2 Львівського приватного медичного інституту.
Наукові ступені: кандидат медичних наук (дисертація — «Головные боли и бессонница у больных гипертонической болезнью, их лечение кофеином и эфедрином», Львів, 1966), доцент (1993), доктор медичних наук (1992), професор (2001).

## Науковий доробок
Автор близько 170 наукових і навчально-методичних праць, в тому числі 13 книг, серед них 2 монографії, 3 навчальні посібники, 3 довідники, 3 патенти, 2 авторські свідоцтва на винахід.
Напрями наукових досліджень: вивчення впливу деяких фармакологічних засобів (кофеїну, ефедрину) на перебіг гіпертонічної хвороби та показів для їхнього застосування; опрацювання механізмів формування, лікування та профілактики легеневого серця у хворих на туберкульоз легень.
Запропонував новий спосіб лікування туберкульозу, що підвищує ефективність антибактеріальної терапії, запобігає розвиткові легеневого серця і рецидивів основного захворювання.